# Espoir (film, 2019)
 (juillet 2021).
Pour les articles homonymes, voir Espoir.
Pour plus de détails, voir Fiche technique et Distribution.
Espoir (en norvégien : Håp) est un film dramatique norvégien écrit et réalisé par Maria Sødahl et sorti en 2019.   
Le film est sélectionné comme l'entrée norvégienne pour le meilleur long métrage international aux 93e Oscars,, et fait partie de la liste restreinte des quinze films.

## Synopsis
La vie d'un couple est déchirée lorsque l'épouse est diagnostiquée d'un cancer du cerveau. 

## Fiche technique
- Titre original : Håp
- Titre français : Espoir
- Réalisation : Maria Sødahl
- Scénario : Maria Sødahl
- Photographie : Manuel Alberto Claro
- Montage : Christian Siebenherz
- Musique :
- Pays d'origine : Norvège
- Langue originale : norvégien
- Format : couleur
- Genre : dramatique
- Durée : 130 minutes
- Dates de sortie : 
  - Canada : 7 septembre 2019 (Festival international du film de Toronto )
  - Norvège : 22 novembre 2019

## Distribution
- Andrea Bræin Hovig : Anja
- Stellan Skarsgård : Tomas
- Elli Rhiannon Müller Osborne : Julie (comme Elli Rhiannon Müller Osbourne)
- Alfred Vatne : Erlend (comme Alfred Vatne Brean)
- Steinar Klouman Hallert : Simon
- Daniel Storm Forthun Sandbye : Isak
- Eirik Hallert : Henrik
- Dina Enoksen Elvehaug : Ada
- Einar Økland : le père de Anja
- Gjertrud L. Jynge : Vera
- Alexander Mørk Eidem : Arthur
- Johannes Joner : Frans

## Voir également